# Cauchy-Relationen
Die Cauchy-Relationen beschreiben Symmetrieeigenschaften des Elastizitätstensors eines Materials.

## Beschreibung
Die Cauchy-Relationen geben häufig näherungsweise vorhandene Symmetrieeigenschaften des Elastizitätstensor wieder: 
{\displaystyle c_{iijk}=c_{ijik}}
mit {\displaystyle i\neq j,k}. Dabei ist der Elastizitätstensor {\displaystyle c_{ijkl}} ist folgendermaßen über ein verallgemeinertes Hookesches Gesetz definiert, das Spannungen (Spannungstensor {\displaystyle \sigma _{ij}}) mit Verformungen (Verzerrungstensor {\displaystyle \varepsilon _{ij}}) verknüpft: 
{\displaystyle \sigma _{ij}=\sum _{kl}c_{ijkl}\varepsilon _{kl}}
mit {\displaystyle i,j,k,l=1,2,3}. Allgemein ist der Elastizitätstensor ein Tensor 4. Stufe mit 81 Komponenten. Durch die Cauchy-Relationen kann die Anzahl zu bestimmenden Komponenten reduziert werden. Nach der (Kristall-)Gittertheorie haben die Cauchy-Relationen Gültigkeit, wenn folgende Voraussetzungen mehr oder weniger (siehe Einschränkungen) erfüllt sind:
1. es wirken reine Zentralkräfte zwischen den Bausteinen,
2. die einzelnen Bausteine sitzen innerhalb des Kristallgitters in einem Symmetriezentrum,
3. es sind keine Anharmonizitäten vorhanden, d. h., bei der Bildung des Gitterpotentials nach den Bewegungen/Verschiebungen der Bausteine verschwinden Glieder höherer Ordnung (größer 2. Ordnung),
4. die thermische Energie der Substanzen ist vernachlässigbar und
5. fehlende Initialspannungen.

## Einschränkungen
Eine strenge Gültigkeit der Cauchy-Relationen ist nicht zu erwarten, da insbesondere Punkt 4. nicht exakt erfüllt werden kann. Sogar bei tiefen Temperaturen werden die Cauchy-Relationen von keiner Substanz erfüllt.
Die Abweichungen von den Cauchy-Relationen {\displaystyle g_{mn}} sind ein Tensor 2. Stufe mit neun Komponenten und lassen sich als
{\displaystyle c_{iijk}-c_{ijik}=g_{mn}(-1)^{m\cdot n(m-n)/2}}
mit {\displaystyle m\neq i,j} sowie {\displaystyle n\neq i,k} und {\displaystyle m,n,i,j,k=1,2,3} beschreiben. Die Transformation des Tensors liefert beim Wechsel des kartesischen Bezugssystems mit den Grundvektoren {\displaystyle e_{p}} direkt den Beweis dafür. So ist 
{\displaystyle g'_{mn}=\sum _{p,q}a_{mp}a_{nq}g_{pq}}
mit {\displaystyle g'_{mn}} als Komponenten dieses Tensors in einem neuen Bezugssystem mit den Grundvektoren {\displaystyle e'_{m}}, die sich aus den Grundvektoren {\displaystyle e_{p}} anhand von
{\displaystyle e'_{m}=\sum _{p}a_{mp}e_{p}}
ergeben.
Daraus folgen physikalisch wichtige Invarianzeigenschaften aus den Abweichungen der Cauchy-Relationen. Die Komponenten {\displaystyle g_{mm}} mit {\displaystyle m=1,2,3} verhalten sich z. B. invariant gegenüber einer Drehung des kartesischen Bezugssystems um die Achse {\displaystyle e_{m}}. {\displaystyle g_{mm}} ist daher eine charakteristische Größe der Ebene, die senkrecht auf {\displaystyle e_{m}} steht. Folglich finden die Bindungsmerkmale der atomaren Bausteine einer homogenen und quasihomogenen Substanz Ausdruck in der skalaren Invariante {\displaystyle G=g_{11}+g_{22}+g_{33}}. 
Beispielsweise werden kristalline Materialien mit kubischer Symmetrie und isotrope Substanzen (wie Glas) nur durch eine unabhängige Komponente {\displaystyle g} beschrieben.
Bei Substanzen mit vorherrschender Ionen-, Metall-, Van-der-Waals- und Wasserstoffbrückenbindungen ist der Querkontraktionskoeffizient {\displaystyle c_{iijj}} größer als der entsprechende Scherwiderstand {\displaystyle c_{ijij}} und somit {\displaystyle g_{mm}>0}. Oft besitzen diese Substanzen Strukturen mit maximaler Packungsdichte der atomaren Bausteine. Gerichtete Bindungsanteile sprich kovalente Bindungen oder eine beträchtliche richtungsabhängige Überlappung der Elektronenwolken in Substanzen zeigen {\displaystyle g_{mm}<0}. Beispiele hierfür sind Gerüstsilikate, Magnesiumoxid, Beryllium, Aluminiumoxid (Korund), Gläser reich an Siliciumdioxid  (je größer der Siliciumdioxid-Gehalt, desto kleiner {\displaystyle g}) und Lithiumfluorid.
Kovalente Bindungen tragen zu höheren Scherwiderständen und zu niedrigen Querkontraktionskoeffizienten bei. Strukturell und chemisch verwandte Kristallarten und isotype Stoffreihen zeigen folgende Merkmale:
1. Durch die Substitution von Hauptgruppenelementen durch Nebengruppenelemente oder durch Bausteine mit geringerer Symmetrie innerhalb von Strukturen einer Substanz nimmt {\displaystyle g_{mm}} zu. Dies wird verursacht durch steigende Querkontraktionskoeffizienten und sinkende Scherwiderstände.
2. Ist die Polarisierbarkeit der substituierten Bausteine größer, so nimmt {\displaystyle g_{mm}} leicht zu.
3. Da für Substanzen mit simpler Struktur {\displaystyle \mathrm {d} \log(g_{mm})/\mathrm {d} T} oftmals positiv ist, erhöht sich mit zunehmender Temperatur die Abweichung der Cauchy-Relationen. Stoffe mit asymmetrischen Bausteinen folgen nicht diesem Verhalten.

Festzuhalten ist noch die Tatsache, dass auch nur feine Unterschiede in der Struktur einiger Stoffe sich auf die {\displaystyle g}-Werte niederschlagen. Diese Werte dienen somit als Indikator für Strukturdifferenzen.